# Landskrona rådhus

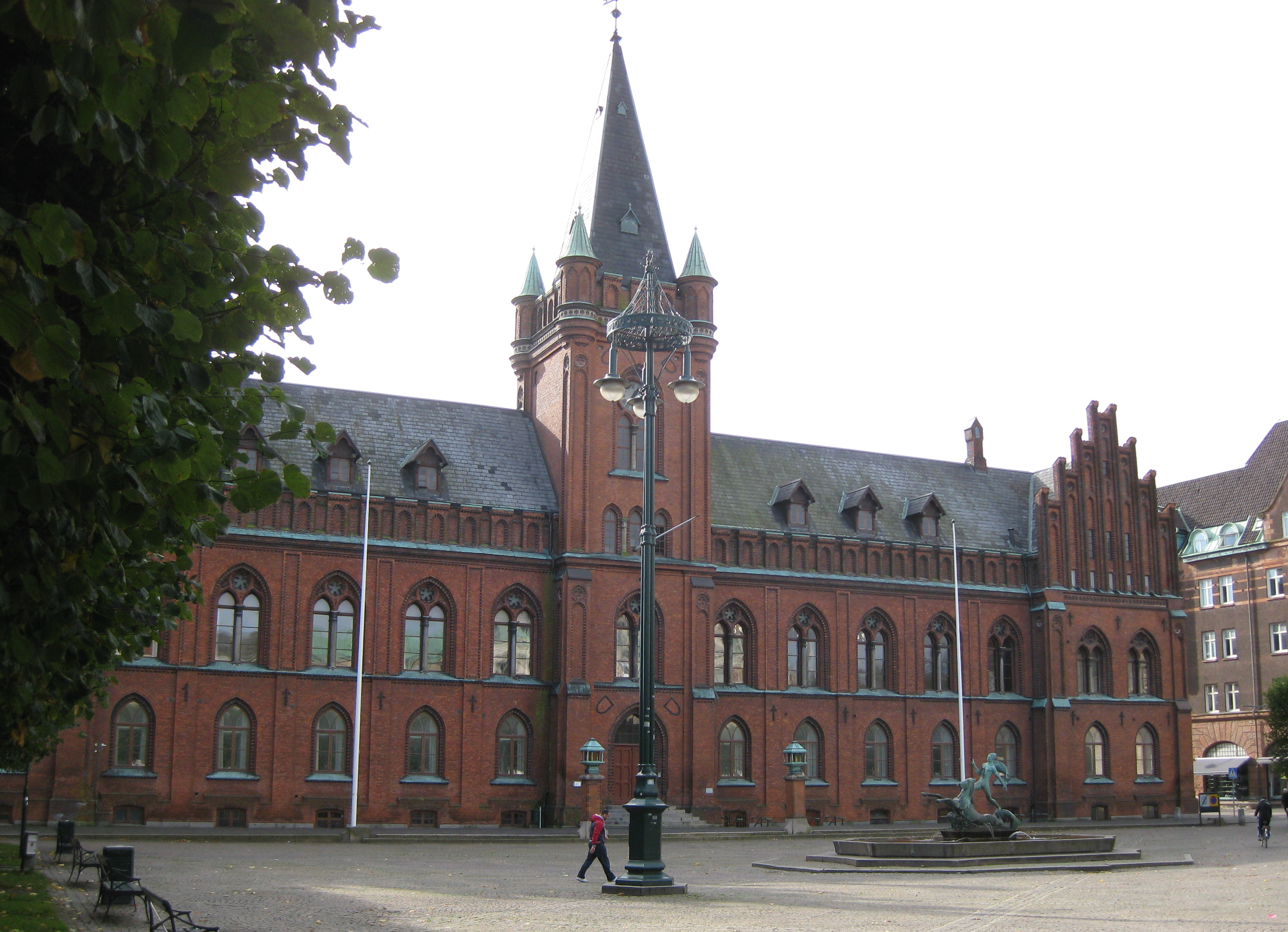
Landskrona rådhus

Landskrona rådhus är en byggnad och ett tidigare rådhus beläget i Landskrona. Rådhuset som invigdes år 1884 efter byggstart år 1882 har ritats av den danske arkitekten Ove Pedersen.
På samma plats som det nuvarande rådhuset stod tidigare ett äldre medeltida rådhus, som revs för att göra rum för den nya byggnaden. Den tidigare byggnaden hade då varit stadens rådhus sedan mitten av 1400-talet.
Den historiska byggnaden har använts framförallt av Landskrona tingsrätt och för Landskrona kommunfullmäktiges sammanträde.

## Rådhustorget

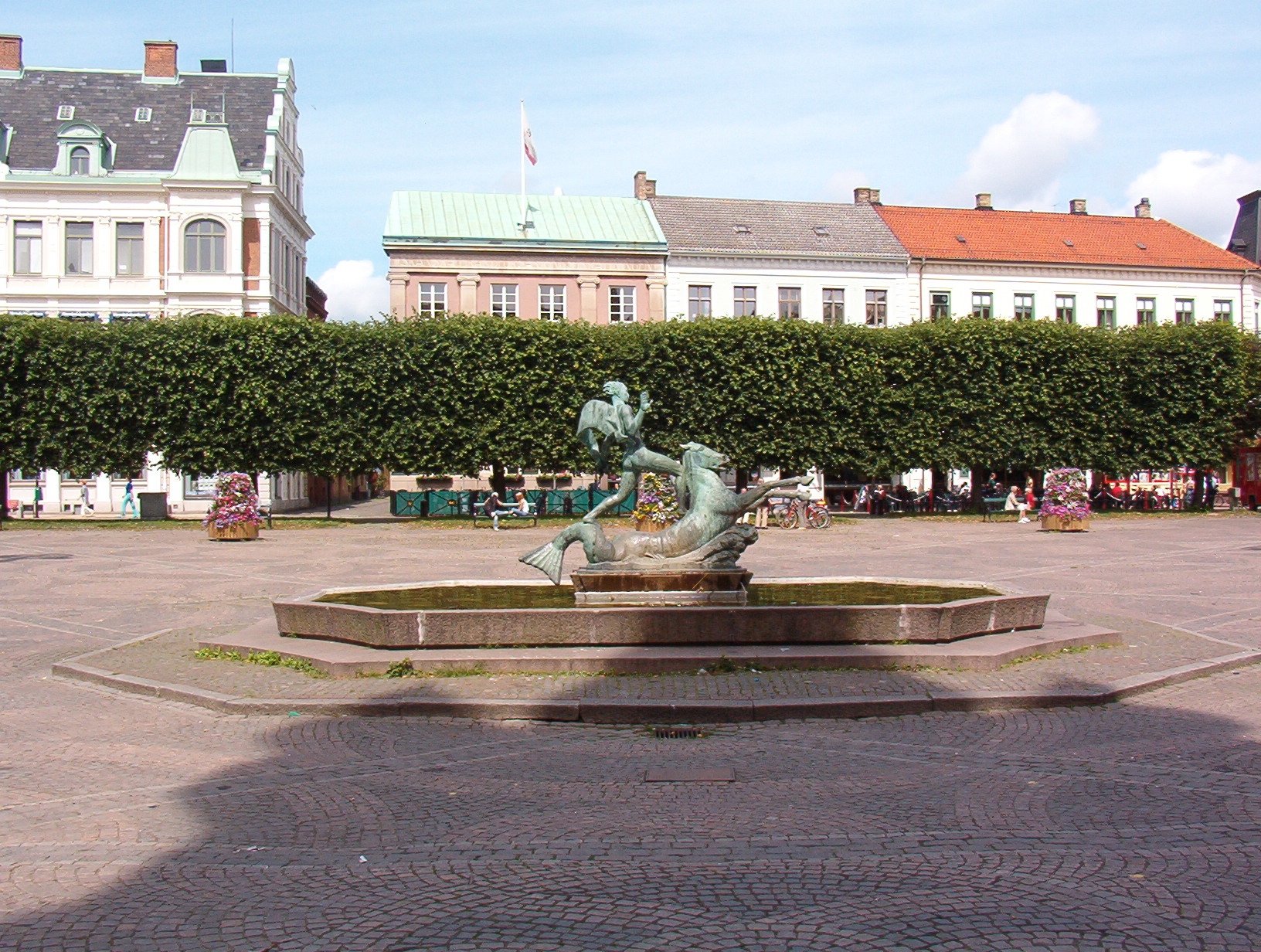
Statyn Västanvind

Precis utanför rådhuset infinner sig stadens primära torg, Rådhustorget, som är känt för bland annat dess betydande torghandel. 
Torget är belagt av en stenläggning av konstnärlig karaktär då sikten från ovan uttyder ett distinkt mönster. 
Ytterligare konstnärliga moment infinner sig av statyn Västanvind från 1929, ritad av Anders Olsson.